# Libon von Elis

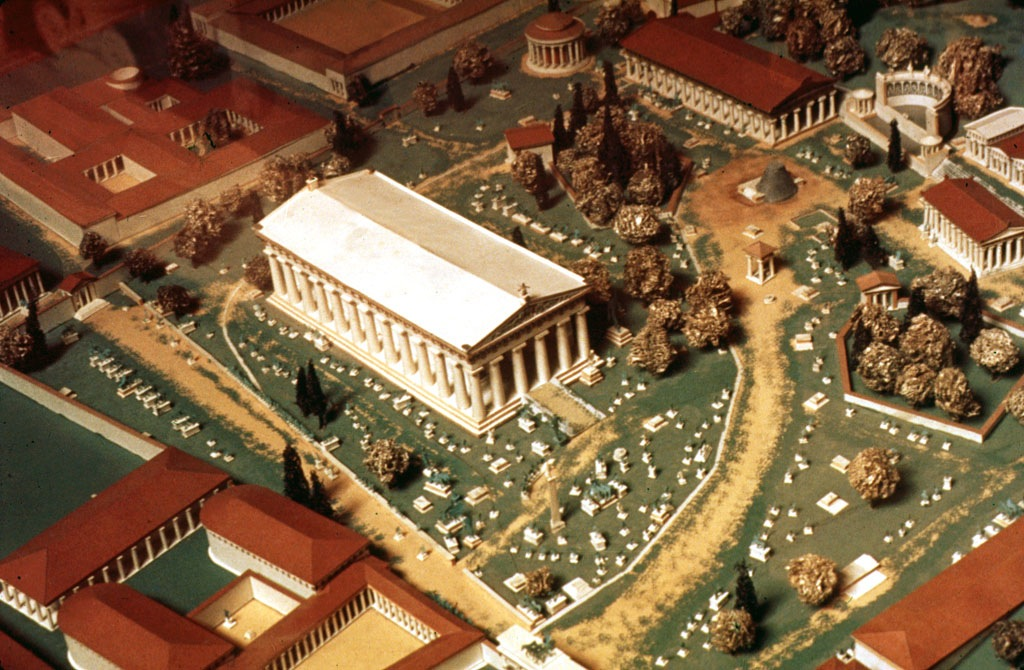
Modell des antiken Olympia mit dem Zeustempel in der Mitte. Für den Bau des Zeustempels war Libon verantwortlich.

Libon von Elis (altgriechisch Λίβων) gilt zumeist als antiker, griechischer Architekt. Er stammte aus der Gegend von Olympia in Elis und war in der ersten Hälfte des 5. Jahrhunderts v. Chr. als Bauleiter des Zeustempels von Olympia verantwortlich.
Der ansonsten unbekannte Libon gilt zumeist als Architekt des Zeustempels in Olympia, der zwischen 480/470 und etwa 456 v. Chr. erbaut wurde. Sein Name ist nur aus einer Passage bei Pausanias bekannt: „Der Architekt (des Zeustempels) ist ein Mann aus der Gegend mit dem Namen Libon“ (τέκτων δὲ ἐγένετο αὐτοῦ Λίβων ἐπιχώριος). Eine genaue zeitliche Einordnung der Persönlichkeit des Libon und seiner Arbeit ist nicht möglich. Dass er der entwerfende Architekt des richtungsweisenden Zeustempels war, ist unwahrscheinlich. Ob er in Elis geboren wurde oder eleisches Bürgerrecht erwarb, ist genauso wenig zu entscheiden wie die Frage einer alternativen Herkunft.